# Dost Mohammed Khan
Dost Mohammed Khan (también escrito Dost Mohamed Khan) (pastún:دوست محمد خان, Kandahar, 23 de diciembre de 1793-Herat, 9 de junio de 1863) fue emir de Afganistán entre 1826 y 1863. Su primer gobierno transcurrió desde 1826 hasta 1839 y posteriormente rigió desde 1843 hasta 1863. Era el 11.º hijo del Sardar Payinda Khan (jefe de la tribu Barakzai) que fue asesinado por Zaman Shah Durrani en 1799. Era el nieto del hajji Jamal Khan, fundador de la tribu Barakzai en Afganistán. Perteneció al grupo étnico de los pastunes.

## Antecedentes y ascenso al poder
Dost Mohammed Khan nació en el seno de una familia influyente el 23 de diciembre de 1793. Su padre, el Sardar Payindah Muhammad Khan fue el jefe de la tribu Barakzai y sirviente civil del Imperio durrani. Su genealogía se inicia en Abdal (el fundador de la tribu Abdali), y continúa a través del Hajji Jamal Khan, Yousef, Yaru, Mohammad, Omar Khan, Khisar Khan, Ismail, Nek, Daru, Saifal, y Barak. Abdal tuvo cuatro hijos: Popal, Barak, Achak, and Alako. Se cree que la madre de Dost Mohammed Khan fue una chiita del grupo persa Qizilbash, llamada Zainab Begum (hija de Musa Khan Jawansher).
Su hermano mayor, el jefe de los Barakzai, Fatteh Khan, tuvo un papel importante en el ascenso de Mahmud Shah Durrani a la soberanía de Afganistán en 1800 y su restauración en el trono en 1809. Dost Mohammed acompañó a su hermano y entonces primer ministro de Kabul, Wazir Fatteh Khan, a la batalla de Attock en contra de los invasores sijes. Mahmud Shah aceptó los servicios de Fatteh Khan pero luego lo asesinó en 1818, incurriendo así en la enemistad de su tribu. Tras un conflicto sangriento, Mahmud Shah fue privado de todas sus posesiones, excepto Herat, siendo el resto de sus dominios dividido entre los hermanos de Fatteh Khan. De estos, Dost Mohammed recibió Gazni, a la que en 1826 anexó Kabul, una de las provincias más ricas de ese país.
En el comienzo de su reinado, se vio involucrado en disputas con Ranjit Singh, gobernador sij de la  región del Punyab, quien usó al destronado príncipe Sadozai, Shuja Shah Durrani, como su instrumento. En 1834, Shah Shujah hizo el último intento para recuperar su reino. Fue derrotado por Dost Mohammed Khan bajo las murallas de Kandahar, pero Ranjit Singh aprovechó la oportunidad para anexionarse Peshawar. Dost Mohammed envió a su hijo Akbar Khan para luchar contra los sijes pero fue derrotado en la batalla de Jamrud en 1837. La no recuperación del Fuerte Jamrud supuso un duro golpe para el emir de Afganistán.

## Influencia europea en Afganistán
En este momento se produce en el país la intromisión de intereses imperialistas, tanto de británicos como de rusos y franceses, que  maniobran políticamente. Dost Mohammed rechazó cualquier oferta de Rusia y, habiendo renunciado a recuperar Peshawar, le dio la bienvenida al enviado británico Alexander Burnes en Kabul, en 1837. Sin embargo, Burnes, fue incapaz de convencer al gobernador general, Lord Auckland, de responder favorablemente a las propuestas del emir por lo que Dost Mohammed decidió reanudar sus relaciones con Rusia; a esto, en 1838, Lord Auckland respondió con el envío de tropas británicas contra su gobierno con una excusa fútil. 

## Cautiverio
En 1835, Dost Mohammed Khan; el más joven y enérgico de los hermanos Barakzai, que había derrocado a la dinastía Durrani convirtiéndose en Emir (señor, jefe o rey) de Kabul; cruzó el Paso Khyber en un intento de recuperar Peshawar. En 1836, Hari Singh Nalwa, general Sij y el príncipe Nau Nihal Singh protegieron la frontera mediante la construcción de una cadena de fuertes, siendo el de Jamrud el que quedó en el extremo oriental del Paso Jáiber, para defenderlo. A su vez, Dost Mohammed erigió un fuerte en Ali Masjid al otro lado. A comienzos de 1837, el príncipe Nau Nihal Singh regresó a Lahore para casarse y el Maharajá y su corte se encargaron de los preparativos del matrimonio.
Dost Mohammed aprovechó la circunstancia para enviar una fuerza de 25.000 hombres, que incluía un gran número de tropas irregulares y  18 cañones pesados, para atacar Jamrud. La guarnición sij era de 600 hombres y sólo disponía de unas pocas piezas de artillería ligera. Los afganos asediaron el fuerte y cortaron el suministro de agua al tiempo que enviaban un destacamento al vecino fuerte sij de Shabqadar para impedir cualquier ayuda a los sitiados. Maha Singh, jefe de la guarnición en Jamrud, logró mantener a raya a los invasores durante cuatro días y consiguió enviar una petición desesperada de ayuda a Hari Singh Nalwa en Peshawar. Nalwa, que estaba enfermo, partió de inmediato hacia Jamrud.
En la batalla final, el 30 de abril de 1837, los afganos fueron derrotados pero murió Hari Singh Nalwa . En 1838, con la ayuda y la aquiescencia del monarca sij; que participaba en el Tratado Tripartito; Lord Auckland puso en el trono de Kabul a Shuja Shah, en agosto de 1839. Dost Mohammed Khan fue enviado a Mussoorie, una fortaleza a los pies del Himalaya, cerca de Nepal, en noviembre de 1839. Shuja Shah fue asesinado en abril de 1842 y Dost Mohammed recuperó el trono, manteniendo en adelante una cordial relación con el Darbar de Lahore.

## Segundo reinado

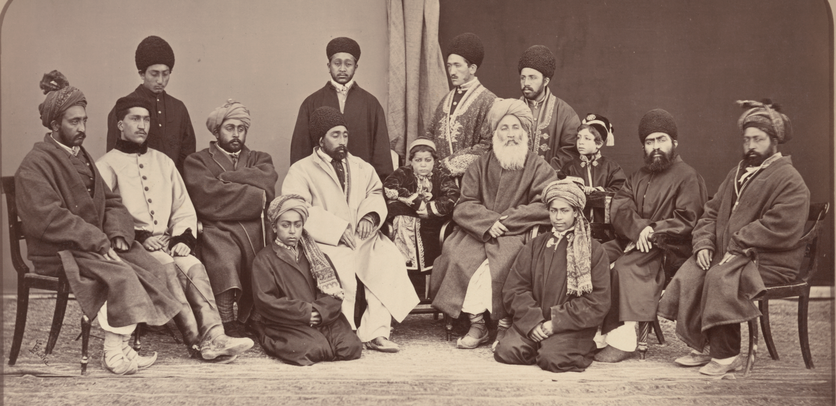
Un anciano Dost Mohammed sentado en el centro derecha de esta fotografía. A su derecha, vestido con un chapan blanco (abrigo), está su hijo y sucesor Sher Ali Khan (1825-79), que gobernó Afganistán desde 1863 hasta 1879. Abdur Rahman Khan (c. 1844-1901), nieto de Dost Mohammed y futuro "Emir de hierro" de Afganistán, está en el extremo, a la izquierda de Dost Mohammed.

Dost Mohammed quedó libre de actuar tras la decisión del gobierno británico de abandonar su política de intervención en los asuntos internos de Afganistán. A su regreso desde la India Británica, Dost Mohammed fue recibido triunfalmente en Kabul, y se dispuso a restablecer su autoridad con mano firme. Hostil hacia los británicos, en 1846, durante la segunda guerra Anglo-Sijs, apoyó a estos últimos con el envío de tropas a su líder, Chatar Singh, pero cuando estos fueron derrotados por los británicos en Gujrat el 21 de febrero de 1849, hizo regresar a su ejército y en 1850 conquistó Balj, y en 1854 obtuvo el control sobre las tribus afganas del sur tras la captura de Kandahar.
En 1855, Dost Mohammed cambió su antigua política y firmó, el 30 de marzo, una alianza ofensiva y defensiva con el gobierno británico, representado por Sir Henry Lawrence, Comisario en Jefe del Punyab, negociada antes por Herbert Edwardes. En 1855 conquistó Kandahar; en 1857, aliado con los británicos,  le declaró la guerra a Persia alcanzando en el mes de julio un tratado por el que la provincia de Herat quedaba al mando de un príncipe Barakzai. Durante la Rebelión India, Dost Mohammed se abstuvo de ayudar a los insurgentes. En sus últimos años hubo disturbios en Herat y en Bujará. En marzo de 1862 el gobernador de Herat, Ahmad Khan, con ayuda del ejército persa, tomó la ciudad de Farah; el anciano emir llamó a los británicos en su ayuda, y, poniéndose a la cabeza de sus hombres, hizo retroceder al enemigo hasta sus fronteras. El 26 de mayo de 1863, retomó Herat, pero el 9 de junio murió repentinamente en medio de la victoria, después de haber jugado un gran papel en la historia de Asia Central y Sur durante cuarenta años. Nombró sucesor a su hijo, Sher Ali Khan.

## Citas
"Tenemos hombres y tenemos oro y tesoros y tierra sagrada en abundancia, lo tenemos todo."."
Dost Mohammed Khan a John Lawrence